# Slaget om Torneå
Slaget om Torneå var ett slag under finska inbördeskriget som ägde rum den 6 februari 1918. Slaget ägde rum i inledningsskedet av kriget och resulterade i seger för de vita.

## Stridande
I slutet av januari 1918 fanns det tre beväpnade grupperingar i Torneå. Ryssarnas antal hade minskats sedan hösten 1917, då de bestått av 1 300 man från Torneå och 1 400 från Nedertorneå. Vid tidpunkten för slaget bestod de röda av endast 400 man, men fram till den 22 januari kontrollerade de passkontrollerna vid svenska gränsen samt pass- och bagagekontrollerna vid Torneå järnvägsstation. I februari var den högste ryske officeren överste Gempel, som var villig att kapitulera, men han flydde inom kort till Sverige. Dessutom fanns på platsen åtskilliga ryska krigsinvalider som besatt Torneå gamla jänvägsstation. 
Den andra grupperingen var ett arbetargarde som uppförts i november 1917, ursprungligen bestått av 300 man. Vid tidpunkten för striden bestod gardet av 200 man, då de 90 resterande transporterats med tåg till Uleåborg den 1 februari. Gardets högkvarter var ett Folkets hus som byggts i utkanten av torget. När de röda slutligen kapitulerade fanns bara 20 man röda kvar i byggnaden. 
Den tredje grupperingen var ett borgerligt försvarsgarde som bildats i januari. Ursprungligen bestod gardet av 150 man, som minskades till 73 man i februari. Den 30 januari 1918 ankom ett jägarförband på 175 man från Haparanda och dagen därpå anlände jägarmajor Friedel Jacobsson som blev högste befälhavare på de vitas sida. Bland övriga höga vita officerare fanns jägarkaptenerna Kurt Martti Wallenius och Aarne Heikinheimo samt jägarlöjtnanterna Tauno Juvonen och Mikko Kohonen. De vita förfogade även över fyra maskingevär.

## Slaget
Jacobssons styrka bestod av vita skyddskårister från Kemi, Rovaniemi och Tervola. Den 2 februari hade de segrat över de röda i Tervola och marscherade sedan genom Karunki och Nedertorneå till Torneå. Första konfrontationen stod vid Nordbottens folkhögskola på Kiviranta, där cirka 50 röda var grupperade. En stor del av dem var finskspråkiga estländare. Heikinheimos förband nådde folkhögskolan klockan 15 och de röda gav sig utan strid. Vid samma tidpunkt fortsatte övriga vita mot järnvägsstationen och gick över älven vid Suensaari.
Klockan 16,30 inleddes den större striden då Jacobssons, Juvonens och Kohonens förband angrep de röda norr om järnvägsstationens bangård. Från ett tåg besköt ryssarna skyddskåristerna och lyckades hålla stånd till kvällen, då åtskilliga ryssar flydde över Torne älv till Sverige. Wallenius förband marscherade mot järnvägsstationens södra del och angrep de röda, som efter några timmars strid kapitulerade. Dagen därpå kapitulerade resterande ryssar som besatt ett område söder om Nedertorneå kyrka. Tidigare under natten hade flera av dem flytt till svenska sidan. Sammanlagt flyttade cirka 60 röda till Sverige, där de internerades.
Bland de stupade på den vita sidan var befälhavaren Friedel Jacobsson och Tauno Juvonen. Mikko Kohonen sårades under striden, men lyckades överta befälet efter att Jacobsson stupat.

## Efter slaget

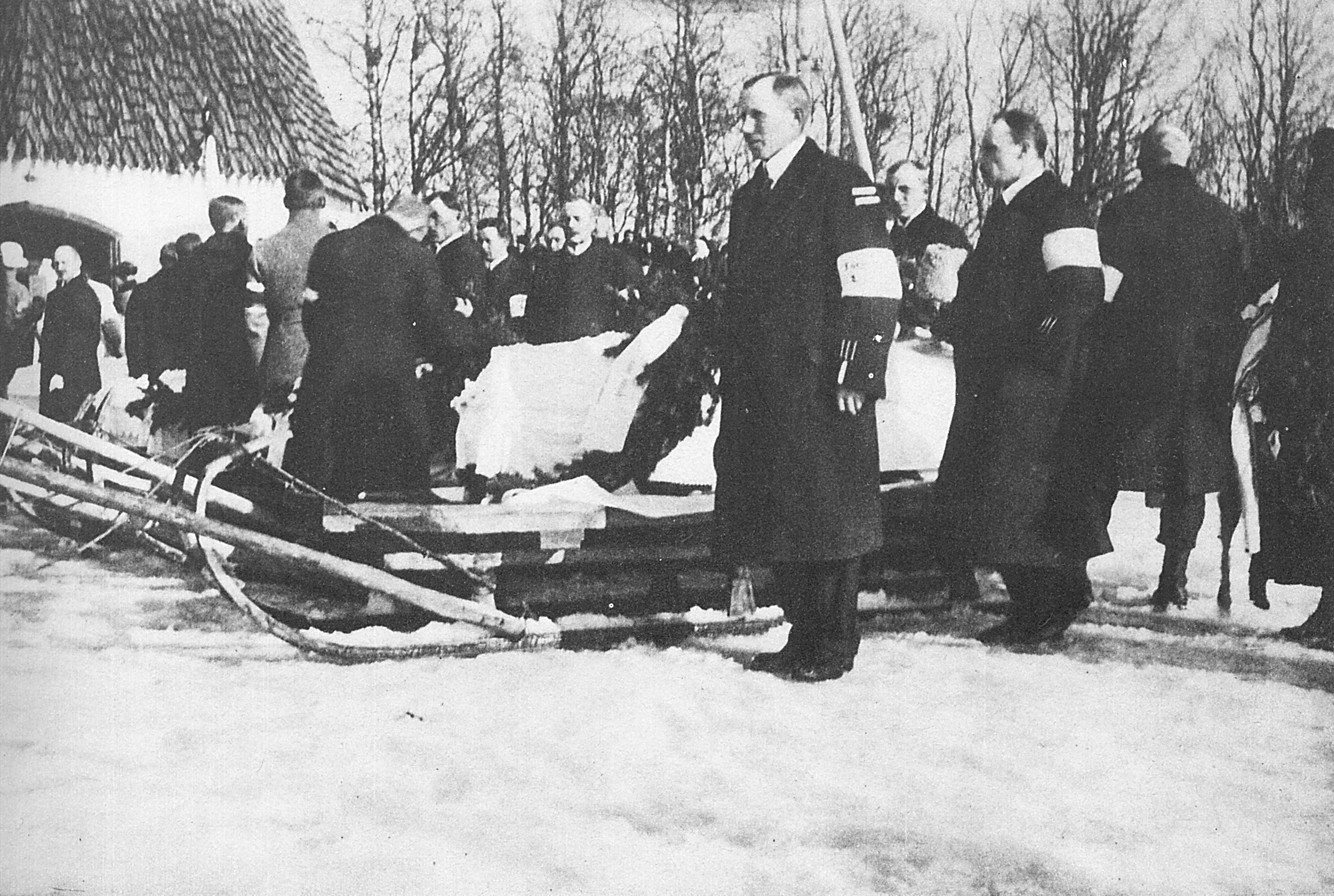
Liket efter Friedel Jacobsson fraktas till Uleåborg.

Dagen efter slaget, den 7 februari 1918, arkebuserade de vita 6 röda. Sammanlagt stupade över 40 röda och över 400, inklusive åtskilliga krigsinvalider som inte kunde fly till Ryssland, togs till fånga. De vita tog också i beslag proviant och krigsförnödenheter som skänktes till behövande invånare i Torneå. Juvonen begravdes på Torneå kyrkogård, medan Jacobssons lik fraktades till Uleåborg för att begravas med anhöriga i domkyrkoförsamlingen. 